# You Don't Know Love
You Don't Know Love è una canzone del cantautore inglese Olly Murs. Il singolo è stato pubblicato come download digitale l'8 luglio 2016 con la casa discografica RCA, come primo singolo del suo quinto album in studio 24 Hrs. La canzone ha raggiunto la posizione numero 15 nella UK Singles Chart ed è stata certificata come disco d'oro con la vendita di oltre 400 000 copie.

## Video musicale
Il video musicale di You Don't Know Love è stato pubblicato su YouTube il 14 luglio 2016 ed ha una durata totale di 3:41 minuti.
Il video è stato girato a Las Vegas, ed inizia con una donna che sta nuotando nel mare, dopo si vede Murs che si trova in una stanza d'albergo dove si sta vestendo con un abito elegante, dopo esce dall'albergo e raggiunge la sua auto, dove trova la ricevuta del parcheggio. Vedendo che non ha abbastanza soldi per pagare il parcheggio, Murs va a un banco dei pegni e vende il suo orologio.
Dopo aver pagato il parcheggio, Murs guida attraverso Las Vegas e si ferma vicino al mare, dove si tuffa e nuota insieme alla donna dell'inizio del filmato. il video si conclude con Murs che abbraccia la donna.
Le scene dove si vede il mare sono state girate a Wet'n'Wild a Las Vegas.

## Esibizione dal vivo
Murs ha eseguito la prima performance live di You Don't Know Love nello show televisivo Strictly Come Dancing, il 3 settembre 2016

## Tracce

### Download Digitale
1. You Don't Know Love – 3:18

### Cheat Codes Remixes
1. You Don't Know Love [Cheat Codes Extended Club Mix Explicit] (feat. Cheat Codes Remixes) – 4:38
2. You Don't Know Love [Cheat Codes Club Mix Explicit] (feat. Cheat Codes Remixes) – 3:47
3. You Don't Know Love [Cheat Codes Club Mix Clean] (feat. Cheat Codes Remixes) – 3:47

## Accoglienza
You Don't Know Love ha debuttato alla posizione numero ventitré sulla UK Singles Chart il 15 luglio 2016. Nella seconda settimana è sceso alla numero trentaquattro ma nella terza settimana è risalito alla posizione numero trenta della classifica, nuovamente è sceso ancora fino alla posizione numero cinquantanove dopo la quinta settimana dall'uscita del singolo. Tuttavia, dopo sei settimane, la canzone ha avuto un forte successo, facendo salire Murs fino alla quattordicesima posizione della UK top-twenty single.

## Classifica
| Classifica (2016)                    | Miglior posizione |
| ------------------------------------ | ----------------- |
| Australia (ARIA)                     | 77                |
| Austria (Ö3 Austria Top 40)          | 57                |
| Germania (Official German Charts)    | 76                |
| Irlanda (IRMA)                       | 54                |
| UK Singles (Official Charts Company) | 15                |
| Repubblica Ceca (Rádio Top 100)      | 44                |
| Scozia (Official Charts Company)     | 5                 |
| Slovacchia (Rádio Top 100)           | 14                |
| Slovachia (Singles Digital top 100)  | 78                |
| Svezia (Sverigetopplistan)           | 40                |
| Svizzera (Schweizer Hitparade)       | 90                |
| Ungheria (Rádiós Top 40)             | 9                 |